# أوين روزمان
أوين روزمان (بالإنجليزية: Owen Roizman )‏ (و. 1936  م) هو مصور سينمائي، ومشغل الكاميرا أمريكي، ولد في بروكلين، بدأ مشواره المهني سنة 1970.

## التعليم
تعلم في كلية جيتيسبيرغ ‏.

## جوائز وترشيحات
حصل على جوائز منها:
جوائز
- جائزة الأوسكار الشرفية (2018)

ترشيحات
- جائزة الأوسكار لأفضل تصوير سينمائي (1971)
- جائزة الأوسكار لأفضل تصوير سينمائي (1973)
- جائزة الأوسكار لأفضل تصوير سينمائي (1976)
- جائزة الأوسكار لأفضل تصوير سينمائي (1982)
- جائزة الأوسكار لأفضل تصوير سينمائي (1994)
- جائزة الأوسكار لأفضل تصوير سينمائي، عن عمل: الرابط الفرنسي (1971)
- جائزة الأوسكار لأفضل تصوير سينمائي، عن عمل: الرابط الفرنسي (1973)
- جائزة الأوسكار لأفضل تصوير سينمائي، عن عمل: الرابط الفرنسي (1976)
- جائزة الأوسكار لأفضل تصوير سينمائي، عن عمل: الرابط الفرنسي (1982)
- جائزة الأوسكار لأفضل تصوير سينمائي، عن عمل: الرابط الفرنسي (1994)
- جائزة الأوسكار لأفضل تصوير سينمائي، عن عمل: توتسي (1971)
- جائزة الأوسكار لأفضل تصوير سينمائي، عن عمل: توتسي (1973)
- جائزة الأوسكار لأفضل تصوير سينمائي، عن عمل: توتسي (1976)
- جائزة الأوسكار لأفضل تصوير سينمائي، عن عمل: توتسي (1982)
- جائزة الأوسكار لأفضل تصوير سينمائي، عن عمل: توتسي (1994)
- جائزة الأوسكار لأفضل تصوير سينمائي، عن عمل: شبكة (1971)
- جائزة الأوسكار لأفضل تصوير سينمائي، عن عمل: شبكة (1973)
- جائزة الأوسكار لأفضل تصوير سينمائي، عن عمل: شبكة (1976)
- جائزة الأوسكار لأفضل تصوير سينمائي، عن عمل: شبكة (1982)
- جائزة الأوسكار لأفضل تصوير سينمائي، عن عمل: شبكة (1994)
- جائزة الأوسكار لأفضل تصوير سينمائي، عن عمل: طارد الأرواح الشريرة (1971)
- جائزة الأوسكار لأفضل تصوير سينمائي، عن عمل: طارد الأرواح الشريرة (1973)
- جائزة الأوسكار لأفضل تصوير سينمائي، عن عمل: طارد الأرواح الشريرة (1976)
- جائزة الأوسكار لأفضل تصوير سينمائي، عن عمل: طارد الأرواح الشريرة (1982)
- جائزة الأوسكار لأفضل تصوير سينمائي، عن عمل: طارد الأرواح الشريرة (1994)
- جائزة الجمعية الأمريكية للسينمائيين لأبرز إنجاز في الصناعة السينمائية في الإصدارات المسرحية [الإنجليزية]‏ (1994)

ترشح لـ:
- جائزة الأوسكار لأفضل تصوير سينمائي، عن عمل: وايات إيرب [الإنجليزية]‏ (1994)
- جائزة الجمعية الأمريكية للسينمائيين لأبرز إنجاز في الصناعة السينمائية في الإصدارات المسرحية [الإنجليزية]‏، عن عمل: وايات إيرب [الإنجليزية]‏ (1994)
- جائزة الأوسكار لأفضل تصوير سينمائي، عن عمل: توتسي (1982)
- جائزة الأوسكار لأفضل تصوير سينمائي، عن عمل: شبكة (1976)
- جائزة الأوسكار لأفضل تصوير سينمائي، عن عمل: طارد الأرواح الشريرة (1973)
- جائزة الأوسكار لأفضل تصوير سينمائي، عن عمل: الرابط الفرنسي (1971).

## وصلات خارجية
- أوين روزمان على موقع IMDb (الإنجليزية)
- أوين روزمان على موقع ألو سيني (الفرنسية)
- أوين روزمان على موقع أول موفي (الإنجليزية)
- أوين روزمان على موقع قاعدة بيانات الأفلام السويدية (السويدية)
- أوين روزمان على موقع قاعدة بيانات الفيلم (الإنجليزية)
- أوين روزمان على موقع كينوبويسك (الروسية)